# Азнар II Галиндез
Азнар II Галиндез (шп. Aznar II Galíndez) је био гроф Арагона између 867. и 893.
Био је ожењен Онеком од Памплоне, кћерком краља Памплоне Гарсије Ињигеза и имао је двоје деце: Галинда, који ће постати његов наследник Галиндо II Азнарес, и Санчу, која ће се удати за Мухамеда ал Тавилу, валију Уеске.
Умро је 893. када га је наледио његов син, Галиндо II Азнарес.